# Sistemas de ginástica
Sistemas de ginástica foi uma controvérsia sobre o sistema mais eficaz de exercício físico e calistenia, que se estendeu desde a década de 1830 até ao início da década de 1920, colocando em oposição diferentes sistemas de exercício físico e de educação física, na sua maioria em formato de ginástica ou calistenia. A discussão em torno dos sistemas de educação física foi um fenómeno que se desenvolveu nos Estados Unidos da América, quando os sistemas de educação física passaram obrigatórios em alguns estados, e que se alargou a diversos países europeus, incluindo Portugal. A controvérsia assentava na escolha do formato deste tipo de atividade física, matéria foi durante muitas décadas controversa, dando origem a múltiplos sistemas, o que resultou numa longa e acesa polémica que nos Estados Unidos ficou conhecida pela Batalha dos Sistemas (em inglês: Battle of the Systems).

## Sistemas
Os sistemas de educação física mais conhecidos, e em torno dos quais se estabeleceu a controvérsia, eram os seguintes:
- Ginástica alemã — Iniciada por Johann Guts Muth e Friedrich Ludwig Jahn, utilizava grandes aparelhos fixos, saltos e marchas. Friedrich Jahn considerava que o condicionamento físico era essencial para uma nação forte. O sistema alemão tinha uma visão militarista da condição física, com um estilo de treino muito rigoroso e formal. O objetivo de Jahn ao promover aquilo a que chamava o movimento Turnverein era transformar a juventude alemã em cidadãos fortes. Foi introduzido na América por Charles Beck, um imigrante alemão. Embora se baseasse nas ideias e no trabalho de Friedrich Jahn, o sistema americano era menos nacionalista.
- Ginástica sueca — Por vezes designada por Movimento Sueco de Cura ou Métdo Ling, foi um sistema proposto por Pehr Henrik Ling que consistia numa abordagem orientada para a saúde e reconhecida pelos valores médicos inerentes. A ginástica ligeira sueca não utilizava aparelhos, consistindo num misto de calistenia e exercícios físicos. Era mais livre e menos rígida do que o sistema alemão. O sistema sueco foi popularizado na América a partir da década de 1890 com Hartvig Nissen e Nils Posse. Em Portugal a ginástica sueca foi introduzida pelo médico Dr. João Abranches dos Santos em colaboração com o Ginásio Clube Português ao tempo presidido por Álvaro Pereira de Lacerda.
- Sistema Delsarte — Sistema francês criado por François Delsarte na década de 1890. O seu sistema, baseado na crença de que certos exercícios contribuíam mais para o equilíbrio, a graça, a beleza e a saúde, sendo por isso mais benéficos para melhorar os desempenhos no canto, no teatro e na dança, ganhou popularidade na dança e no teatro, bem como na educação física, embora nesta última a sua popularidade tenha sido limitada e de curta duração.
- Sistema Sargent — Fundado por Dudley Allen Sargent nos anos 1800, era um sistema de ginástica baseado nos sistemas alemão e sueco. Sargent construiu vários tipos de aparelhos para serem utilizados no seu programa e também fez experiências com medidas antropométricas. Este sistema eclético exigia um exame médico minucioso como preliminar básico para qualquer atividade física.

A controvérsia terminou sem que houvesse um sistema vencedor proclamado porque a popularidade variava de região para região e, à medida que um sistema ganhava uma posição forte, outro crescia em popularidade. O público mudava de acordo com a última tendência. Estes sistemas acabariam por desaparecer à medida que a ciência e a investigação denegaram as expetativas dos promotores.